# جمعية الاقتصاد السعودية
جمعية الاقتصاد السعودية هي جمعية علمية في المملكة العربية السعودية حيث كان إنشاء الجمعية بمبادرة من قسم الاقتصاد بجامعة الملك سعود في 3 / 3 / 1982م (7 / 5 / 1402هـ)، والتي حصلت على موافقة المجلس العلمي للجامعة على التأسيس في 1985/4/7م (1405/7/17هـ)، كما كان الاجتماع الأول للجمعية في 1987/4/23م (1407/8/25هـ).
وتعقد جمعية الاقتصاد السعودية لقاءًا سنويًا تقدم فيه أوراق وبحوث تُعنى على وجه الخصوص بالاقتصاد السعودي ويعقد على هامشه اجتماع الجمعية العمومية لها. كما تعقد خلال العام محاضرات عامة وحلقات نقاش وتستضيف بعض المسؤولين للحوار حول القضايا الاقتصادية المختلفة.
ورئيس شرف جمعية الاقتصاد السعودية هو الأمير عبد العزيز بن سلمان بن عبد العزيز آل سعود، وزير الطاقة في المملكة العربية السعودية.
عضويتها العاملة مفتوحة لحاملي الشهادة الجامعية (على الأقل) في تخصص الاقتصاد سواء كانوا أكاديميين أو غير أكاديميين عاملين في القطاع العام أو القطاع الخاص كما تقبل عضوية الانتساب للتخصصات الأخرى، أما عضويتها الشرفية فتُمنح لمن تختاره الجمعية ممن قدموا لها خدمات مادية أو معنوية أو ساهموا في تطوير مجالات اهتمامها داخل المملكة وخارجها. ويتم اختيار عضو الشرف بقرار من الجمعية العمومية، بناء على ترشيح مجلس الإدارة، ويعفى عضو الشرف من شرط سداد رسوم التسجيل والاشتراكات.
وقد تم منح العضوية الشرفية ثلاثة مرات فقط في تاريخ الجمعية لكلٍّ من: معالي أ.د. منصور بن تركي التركي (مدير جامعة الملك سعود الأسبق ووكيل وزارة المالية)، الشيخ صالح كامل (رجل الأعمال المعروف)، معالي أ.د. ماجد بن عبد الله المنيف ( أول رئيس مجلس إدارة لجمعية الاقتصاد السعودية ولدورتين متتاليتين، أمين المجلس الاقتصادي الأعلى سابقا وعضو مجلس الشورى سابقا).
وللجمعية دور بارز في الاتفاقيات مع العديد من الجهات الحكومية أبرزها مذكرة تفاهم مع وزارة الصناعة والثروة المعدنية حيث تهدف إلى وضع إطار بين الطرفين للمُضي قُدمًا نحو تحقيق التعاون وتطوير تعزيز مساهمة القطاع الصناعي في الاقتصاد الوطني.

## الأهداف
- تنمية الفكر الاقتصادي والعمل على تطويره وإيجاد مرجعية لفكر اقتصادي محلي منفتح على العالم.
- تطوير الأداء العلمي والمهني لأعضاء الجمعية وتحقيق التواصل العلمي بينهم.
- تقديم المشورة العلمية المتخصصة في المجال الاقتصادي للجهات المعنية في القطاعين العام والخاص.
- تيسير تبادل الإنتاج العلمي والأفكار العلمية في مجال اهتمامات الجمعية بين الهيئات والمؤسسات المعنية داخل المملكة وخارجها.
- توفير منتدى علمي لمناقشة القضايا الاقتصادية.
- تمثيل الاقتصاديين السعوديين في المحافل العربية والدولية.
- إيجاد روابط مع الجمعيات والمنظمات الاقتصادية العلمية العربية والدولية.[3]

## السلسلة العلمية
والسلسلة العلمية لجمعية الاقتصاد السعودية هي مجلة “دراسات اقتصادية" وهي دورية محكمة تعنى بالشؤون الاقتصادية. وقد تشكلت أول هيئة تحرير لهذه الدورية برئاسة: أ.د. فايز الحبيب، وعضوية كل من: أ.د. عاصم عرب، أ.د. محمد القنيبط، د. ماجد المنيف، أ.د. وديع كابلي، حيث صدر العدد الأول من المجلة في محرم 1419هـ الموافق لشهر مايو 1998م. ولقد صدر من المجلة  حتى الآن "26 عدد" وتتكون رئاسة التحرير الحالية من:
- أ.د. أحمد بن عبد الكريم المحيميد.
- أ.د. خالد بن عبد الرحمن المشعل.
- أ.د. فوزان بن عبد العزيز الفوزان.
- أ.د. عادل محمد غانم.
- د. حمد بن عبد الله الغنام.

## الهوية الجديدة
كما دشنت جمعية الاقتصاد السعودية هويتها الجديدة في 07 مايو 2021م (25 رمضان 1442هـ) بعد 35 عامًا تقريبًا منذ تأسيسها؛ لمواكبة التطورات الاقتصادية المحلية والعالمية وبما يتماشى مع أهداف رؤية المملكة 2030.

## مجلس الإدارة
يتألف مجلس إدارة الجمعية بدورته الثالثة عشر الحالية والذي يستمر لمدة ثلاث سنوات بدأت منذ شهر أغسطس 2020 (محرم 1442هـ) وتنتهي في شهر أغسطس 2023 (محرم 1445هـ) من التالي:
| الاسم                           | المنصب                       | معلومات إضافية                                                                                         |
| ------------------------------- | ---------------------------- | --- |
| أ.د. نورة بنت عبد الرحمن اليوسف | رئيس مجلس إدارة الجمعية      | أستاذة الاقتصاد بجامعة الملك سعود وعضوة بمجلس الشورى (سابقا).                                          |
| د. سعد بن علي الشهراني          | نائب رئيس مجلس إدارة الجمعية | وكيل وزارة الاستثمار للشؤون الاقتصادية ودراسات الاستثمار.                                              |
| د. أحمد بن ناصر الراجحي         | أمين مجلس الجمعية            | أستاذ مساعد بقسم الاقتصاد بجامعة الملك سعود وعضو الهيئة الاستشارية في المجلس الاقتصادي الأعلى (سابقا). |
| أ. أشواق بنت ناصر الجهني        | أمين مال الجمعية             | باحثة اقتصادية بوزارة المالية.                                                                         |
| معالي د. أحمد بن محمد السالم    | عضو مجلس الإدارة             | عضو سابق في مجلس الشؤون الاقتصادية والتنمية ونائب وزير الداخلية (سابقا).                               |
| د. نوف بنت ناصر الشريف          | عضو مجلس الإدارة             | اقتصادي أول في شركة جدوى للاستثمار                                                                     |
| د. عبد الله بن محمد المالكي     | عضو مجلس الإدارة             | رئيس قسم الاقتصاد بجامعة الملك سعود.                                                                   |
| أ. جهاد بن عبد الرحمن القاضي    | عضو مجلس الإدارة             | مدير إدارة الأصول العقارية بصندوق الاستثمارات العامة.                                                  |
| أ. مشاعل بنت عبد الله السعيدان  | عضو مجلس الإدارة             | الرئيس التنفيذي لشركة السعيدان للتنمية ورئيس مجلس إدارة جمعية مسكنك التعاونية.                         |